# Carinaulus pucholti
Carinaulus pucholti är en skalbaggsart som beskrevs av Vladimir Balthasar 1961. Carinaulus pucholti ingår i släktet Carinaulus och familjen Aphodiidae. Inga underarter finns listade.